# Білоніг австралійський
Білоніг австралійський (Podargus strigoides) — вид дрімлюгоподібних птахів родини білоногових (Podargidae).

## Поширення
Ендемік Австралії. Трапляється на всій території материка та на острові Тасманія.

## Опис
Тіло завдовжки до 55 см. Вага — до 700 г. За формою тіла птах схожий на сову з великою головою та коротким і широким дзьобом. Забарвлення червонувато-коричневе з сірим, схоже на забарвлення кори дерев.

## Спосіб життя
Птах живе у місцевостях з багатою рослинністю: дощові або евкаліптові ліси, буш тощо. Активний вночі. Полює на комах та інших безхребетних, інколи на дрібних хребетних (жаб, ящірок, ссавців). Сезон розмноження триває з серпня по грудень. Примітивне гніздо будує на розвилці гілок дерева. У гнізді 2-6 яєць. Насиджують обидва батьки почергово. Інкубація триває 25-30 днів. Після вилуплення і самець, і самиця піклуються про потомство, полюючи на дрібну здобич (наприклад, личинки комах та міль).